# 穆哈夫卡
48°54′7″N 25°43′31″E / 48.90194°N 25.72528°E
穆哈夫卡（羅馬化：Mukhavka）是位於烏克蘭西部特諾皮爾州喬爾特基夫區的村莊，始建於1939年，面積2.16平方公里，2014年人口620，人口密度每平方公里327.5人。